# Kwas fluorowodorowy
Kwas fluorowodorowy, HF(aq) – nieorganiczny związek chemiczny, kwas beztlenowy, będący roztworem fluorowodoru w wodzie.
Jest to bezbarwna ciecz, dymiąca na powietrzu, o ostrym, duszącym zapachu. Stosowany jest m.in. do trawienia szkła i produkcji freonów. Stężony kwas zawiera zazwyczaj 40–50% HF, handlowo dostępny jest też kwas o stężeniu do 75%. Tworzy z wodą mieszaninę azeotropową o temperaturze wrzenia 120 °C i stężeniu 35,4%. Kwas fluorowodorowy roztwarza większość metali oprócz złota, platyny, osmu, wolframu, renu i ołowiu. Bardzo słabo z kwasem fluorowodorowym reagują ruten, rod, iryd, pallad i technet. Jest silnie trujący, wywołuje trudno gojące się rany, łatwo przenika przez rękawiczki lateksowe i skórę. Pod wpływem tego kwasu (lub gazowego fluorowodoru) krzemionka SiO2, tak wolna, jak i związana w krzemianach, ulega przemianie w lotny SiF4, dzięki czemu kwas znajduje zastosowanie do trawienia szkła. Ponadto wykazuje działanie bakteriobójcze, jego rozcieńczonych roztworów używa się do celów dezynfekcyjnych (przemysł drożdżowy).